# Stimmhafter alveolarer Plosiv
Der stimmhafte alveolare Plosiv (ein stimmhafter, an den Alveolen gebildeter Verschlusslaut) hat in verschiedenen Sprachen folgende lautliche und orthographische Realisierungen:
- Deutsch [d, d̥]: D, d
- Englisch [⁠d⁠]: D, d
- Französisch [⁠d⁠]: D, d
- Italienisch [⁠d⁠]: D, d
- Russisch [⁠d⁠]: Д (U+0414), д (U+0434)
- Spanisch [⁠d⁠]: d manchmal